# غمار ينبوعي
غمار ينبوعي (الاسم العلمي: Gammarus fontinalis) هو نوع من المفصليات يتبع جنس الغمار من الفصيلة الغمارية.